# Perry Knudsen
Perry Knudsen (født 19. februar 1931 i København, død 4. april 2009 i Hillerød) var en dansk trompetist, der var kendt fra DR Big Band og i anden big band-sammenhæng, men også havde en side som entertainer i bredere forstand fra revyer og film.
Perry Knudsen blev født i København og prøvede allerede som barn kræfter med underholdningsbranchen. Via Ping-klubben førte hans talent som stepdanser ham til forskellige københavnske scener, og han vandt endda en international stepkonkurrence, lige som han optrådte med sin kunst i filmen Flådens blå matroser fra 1937. Senere koncentrerede Perry Knudsen sig mere om musikken og valgte trompeten som sit instrument. Han spillede fem år i Tivoligarden, og han gik nogle år på Det kongelige musikkonservatorium, inden den aktive udøvelse blev hans levevej, i begyndelsen som medlem af Peter Rasmussens orkester. Det blev i begyndelsen af karrieren til et par filmroller som musiker.
Hans mest markante periode var nok som medlem af Jørn Graungaards Orkester, der i første omgang underholdt på restaurant, men senere blev hentet til ABC Teatret og senere til Cirkusrevyen (1967-1975). Knudsen spillede også med Ib Glindemann, Svend Nicolaisen og Helmer Olesen og i DR Big Band. Han har medvirket på en lang række pladeindspilninger med danske og udenlandske navne, heriblandt Miles Davis, Ben Webster og John McLaughlin.
I 1997 var Perry Knudsen med til at stifte Den Swingende Organisation, der bruger den rytmiske musik som indgang til lederudvikling.

## Discografi
Et lille udvalg af plader, hvor Perry Knudsen medvirker:
- Ben Webster: Plays Ballads (1967)
- Danish Radio Big Band med Thad Jones: Live at the Montmartre (1978)
- Shu-Bi-Dua: Shu-Bi-Dua 8 (1982)
- Miles Davis: Aura (1989, indspillet 1985)
- Danish Radio Big Band: Suite for Jazz Band (1991)
- Danish Radio Big Band: First U.K. Tour (1995)
- Ib Glindemann Orchestra: Swing Shoes (2001)
- Ib Glindemann Orchestra: Ping-Pong (2002)
- Ben Webster: Storyville (2006, indspilninger fra 1967-1970)

## Filmografi
- Flådens blå matroser (1937)
- Forelsket i København (1960)
- Kvindelist og kærlighed (1960)
- Komtessen (1961)
- Cirkusrevyen 67 (1967)
- Olsen-banden (1968)
- Olsen-banden går i krig (1978)